# 刘笑伟
刘笑伟（1971年—），男，汉族，河北石家庄人，中华人民共和国政治人物。现任《解放军报》文化部主任，中国作家协会军事文学委员会副主任。第十四届全国政协委员。